# Unterreichenbach
Unterreichenbach település Németországban, azon belül Baden-Württembergben. Lakosainak száma 2457 fő (2023. december 31.).

## Népesség
A település népessége az elmúlt években az alábbi módon változott:
| Lakosok száma | 1828 | 2395 | 2417 | 2424 | 2449 | 2457 |
|               | 1975 | 2017 | 2019 | 2021 | 2022 | 2023 |